# Le Pied de la lettre
Le Pied de la lettre est un essai écrit par Michel Tournier et publié en 1994. Une version augmentée de cet ouvrage paraît en 1996.
Dans cet essai, Tournier  réunit des réflexions sur l’étymologie de trois cents mots glanés dans différents dictionnaires (Le Larousse, le Littré et le Robert).

## Éditions originales
- Le Pied de la lettre, Paris, Mercure de France, 1994, 180 p.  (ISBN 2-7152-1874-5)
- Le Pied de la lettre (version augmentée), Paris, Gallimard, coll. « Folio » no 2881, 1996, 160 p.   (ISBN 2-07-040074-3)